# 忘れてモーテルズ
忘れてモーテルズ（わすれてモーテルズ、英語: Wasurete Motels）は、日本の3人組ロックバンド。所属レコード会社はサザナミレーベル。

## 来歴
- 2009年、ドラムボーカル・283、ギター・悪玉、サポートベース・現代社会のイヌの3人で忘れてモーテルズの前身バンド『みんななかよし』結成。ロックンロールを軸にしたオリジナリティ溢れる楽曲と激しくもどこかコミカルなパフォーマンスを武器に、東京の片隅・町田でライブ活動を開始する。ほどなくして初代正式ベース・サティスファクションが加入しバンド名を『忘れてモーテルズ』に改名、活動範囲を都内近郊に広げる。
- 2012年、初の自主音源『ズンドコビートナンバーワン』をリリース。ライブハウスでの手売り限定ながら500枚完売。活動の幅も全国に広げモーテルズ旋風を巻き起こす。同年サティスファクション脱退。
- 2013年、2代目ベーシスト・とんぼ加入。8日間で脱退。3代目ベーシスト・ゾロメ加入。9月、1stフルアルバム『真っ赤な夜明けが呼んでいる』をCRAZY DIAMOND RECORDSより全国リリース。
- 2018年3月、アルバムリリースツアーの一環として初の大阪ワンマン。十三FANDANGOにてライブを開催。

## 音楽性等
283がドラムを叩きながら一生懸命に歌い、悪玉の泣きのギター、アグレッシブなゾロメのベースが視覚的にも音楽的にも心を惹きつける。ある時は吐き捨てるようなパンク調、切ない心に沁みるブルース、元気なロックンロールと音楽性は多彩。地域の自治会の祭りからJ-POPの頂点まで対応できるバンドである。結成当時は、衣装も統一感がなくバラバラで、283の売れない芸人のようなメガネ姿、悪玉の私服であろうオーバーオール姿、なぜかリーゼントのベース（旧メンバー）と全てがダサイ感じであったが、全員がスーツ姿に変わり、283が白いサングラスをかけ始めてから現在のスタイルを確立。結成当初からカリスマ的な人気があり、曲は一貫して素晴らしいものばかりである。ライブでは、見るものの心を掴むMCと、迫力の演奏でファンを獲得し続けている。

## ライブ
2020年8月28日にBIG CATで行われる予定だったワンマンライブは、2021年6月25日に延期となった。コロナ禍ではあるが、勢力的にライブ活動を行っている。

## メンバー
| 名前   | よみ     | 生年月日 | 出身地             | 担当             |
| ------ | -------- | -------- | ------------------ | ---------------- |
| 283    | つばさ   | 不明     | 神奈川県（宮崎県） | ボーカル・ドラム |
| 悪玉   | あくだま | 不明     | 不明               | ギター・コーラス |
| ゾロメ | ぞろめ   | 不明     | 不明               | ベース・コーラス |

※ボーカルの283は283様（つばささま）と呼ばれることもある。

## ディスコグラフィー
- 舟出の唄（1st デモシングル）
- 夜明けのブザー（2nd デモシングル）
- アホか!?（3rd デモシングル）
- ズンドコビートナンバーワン（1st ミニアルバム）
- 真っ赤な夜明けが呼んでいる（全国流通盤 1st フルアルバム2013.9.25）CRAZY DIAMOND RECORDS
- ONE COIN ONE KILL（ライブ会場限定3曲入りシングル2015.3.7）サザナミレーベル
- 神様はソロバンに夢中（全国流通盤 2ndフルアルバム2015.8.19）サザナミレーベル
- イヌガヨとのスプリットCD『路地裏のI LOVE YOU』
- 魔法なんていらない（全国流通盤 3rdフルアルバム2016.12.14）サザナミレーベル
- その高鳴りが答えだろう（全国流通盤 4thフルアルバム先行シングルアナログ盤）サザナミレーベル
- 馬鹿野郎はお前のほうだ（全国流通盤 4thフルアルバム2017.12.6）サザナミレーベル
- いつかの夜の（全国流通盤・ライブ盤2018.7.25）サザナミレーベル
- 真っ赤な夜明けが呼んでいる（リマスター盤　2019.1.23）サザナミレーベル
- 僕ら処刑台の上で（全国流通盤　5thフルアルバム2019.3.20）サザナミレーベル
- YES, MY 10 YEARS（全国流通盤　ベストアルバム2020.3.25）サザナミレーベル
- ならず者達が消えた夜（全国流通盤　6thアルバム2020.11.4）サザナミレーベル

### オムニバス
- PUNK FOR LIFE!
- Sazanami Label 15th Anniversary Sampler vol.1
- Sazanami Label 15th Anniversary Sampler vol.2

### ミュージックビデオ
- 忘れてモーテルズ / いっそこのまま殺してくれ
- 忘れてモーテルズ / 僕らの世界
- 忘れてモーテルズ - 馬鹿野郎はお前のほうだ
- 忘れてモーテルズ - 嗚呼、ミュータント
- 忘れてモーテルズ / さよならの歌